# ミシェル・フォルム
ミシェル・フォルム（Michel Vorm, 1983年10月20日 - ）は、オランダ・ユトレヒト州出身の元サッカー選手。現役時代のポジションはゴールキーパー。
PK阻止率が高く、「ペナルティ・キラー (The Penalty Killer)」 と称される。

## クラブ経歴

### ユトレヒト
FCユトレヒトの下部組織出身だが、より多くの経験を得るため2005年夏にエールステディヴィジ（2部）のFCデン・ボスにレンタル移籍した。8月12日のFCエマン戦でデビューし、2005-06シーズンは35試合に出場した。
2006年夏にFCユトレヒトに復帰し、8月19日のヴィレムII戦でデビューした。2006-07シーズンはリーグ戦34試合中33試合に出場した。エールディヴィジでは5シーズンで136試合に出場した。

### スウォンジー
2011年8月10日、プレミアリーグに初昇格したスウォンジー・シティAFCと3年契約を結んだ。移籍金は150万ポンド。8月15日のマンチェスター・シティFCとの開幕戦(0-4)でデビュー。この試合で4ゴールを許したが、2011-12シーズンのプレミアリーグの単独試合で最も多い11度のセーブを記録した。8月20日のウィガン・アスレティックFC戦(0-0)では72分にベン・ワトソンのPKを止め、クラブにプレミアリーグ初勝ち点をもたらした。11月6日にアンフィールドで行われたリヴァプールFC戦(0-0)では2度の決定的なシュートをセーブし、完封して引き分けに持ち込んだ。12月10日のフラムFC戦(1-0)では87分にクリント・デンプシーのPKを止め、完封勝利に貢献した。

### トッテナム
2014年7月23日、チームメイトのベン・デイヴィスと共にギルフィ・シグルズソンとのトレードでトッテナム・ホットスパーFCに移籍した。ロリスの控えとして、ロリスの欠場試合やカップ戦を主戦場としていた。
FCユトレヒトがスウォンジー・シティと「再移籍の場合の移籍金の30％を受け取る契約」を持っていたが、選手トレードのためにスウォンジーがこのケースに当たらないと受け入れず、ユトレヒトがFIFAに抗議したことで最終的にCASでの裁判となった。審議は難航し、度重なる判決延期の末に2016年5月27日に「ユトレヒトの訴えは正当な点もある」と判断されたものの、再移籍金のパーセンテージ支払い要求は退けられた。
2019年6月7日、2018-19シーズンをもって契約満了により退団することが発表された。しかし、2019年10月14日、ロリスの負傷に伴いGKが不足しているトッテナムにシーズン終了までの契約で復帰した。
2020年7月27日、契約満了に伴いトッテナム退団が発表された。2020年10月26日、トッテナム退団後は無所属状態であったが、現役引退を表明した。現役最後の出場は、2020年3月のFAカップのノリッジ戦、この試合ではPK戦までもつれた末、トッテナムが敗退した。トッテナムではロリスの控えとして公式戦通算48試合出場した。

## 代表経歴
2006年、ポルトガルで開催されたUEFA U-21欧州選手権に出場して優勝した。長年に渡ってオランダの守護神を務めたエドウィン・ファン・デル・サールが引退し（この時期には一時復帰）、正ゴールキーパーであったマールテン・ステケレンブルフが負傷離脱中であったことから、2008年10月15日、2010 FIFAワールドカップ・ヨーロッパ予選のアイスランド戦でオランダA代表デビューし、ホームのPSVスタディオンで行われたこの試合ではアイスランド代表を完封した。同予選のスコットランド戦ではオランダ国外で行った初の公式戦であったが、傑出したプレーを見せて完封勝利した。2010年5月27日、2010 FIFAワールドカップ本大会に出場するオランダ代表メンバー23人に選出された。大会期間中にガールフレンドが息子を出産したため、オランダに帰国することを許された。
2012年、UEFA EURO 2012本大会のオランダ代表に選出されたが、出場機会はなかった。2014年、2014 FIFAワールドカップ本大会のオランダ代表に2大会連続で選出された。3位決定戦のブラジル戦で途中出場し、これでオランダ代表はこの大会の登録選手23名をすべて出場させた。

## 引退後
2021年4月、トッテナムのゴールキーパーコーチに就任したが、2021-22シーズン終了後に退団した。

## 個人成績
| クラブ                   | シーズン | リーグ                 | リーグ | リーグ | カップ | カップ | リーグカップ | リーグカップ | 国際大会 | 国際大会 | 合計 | 合計 |
| クラブ                   | シーズン | リーグ                 | 出場   | 得点   | 出場   | 得点   | 出場         | 得点         | 出場     | 得点     | 出場 | 得点 |
| ------------------------ | -------- | ---------------------- | ------ | ------ | ------ | ------ | ------------ | ------------ | -------- | -------- | ---- | ---- |
| ユトレヒト               | 2006-07  | エールディヴィジ       | 33     | 0      | 0      | 0      | —            | —            | 0        | 0        | 33   | 0    |
| ユトレヒト               | 2007-08  | エールディヴィジ       | 11     | 0      | 0      | 0      | —            | —            | 0        | 0        | 11   | 0    |
| ユトレヒト               | 2008-09  | エールディヴィジ       | 26     | 0      | 0      | 0      | —            | —            | 0        | 0        | 26   | 0    |
| ユトレヒト               | 2009-10  | エールディヴィジ       | 33     | 0      | 0      | 0      | —            | —            | 0        | 0        | 33   | 0    |
| ユトレヒト               | 2010-11  | エールディヴィジ       | 33     | 0      | 5      | 0      | —            | —            | 9        | 0        | 47   | 0    |
| ユトレヒト               | 通算     | 通算                   | 136    | 0      | 5      | 0      | 0            | 0            | 9        | 0        | 150  | 0    |
| デン・ボス (loan)        | 2005-06  | エールステ・ディヴィジ | 35     | 0      | 0      | 0      | —            | —            | —        | —        | 35   | 0    |
| デン・ボス (loan)        | 通算     | 通算                   | 35     | 0      | 0      | 0      | 0            | 0            | 0        | 0        | 35   | 0    |
| スウォンジー・シティ     | 2011-12  | プレミアリーグ         | 37     | 0      | 0      | 0      | 0            | 0            | —        | —        | 37   | 0    |
| スウォンジー・シティ     | 2012-13  | プレミアリーグ         | 26     | 0      | 2      | 0      | 0            | 0            | —        | —        | 28   | 0    |
| スウォンジー・シティ     | 2013-14  | プレミアリーグ         | 26     | 0      | 0      | 0      | 0            | 0            | 6        | 0        | 32   | 0    |
| スウォンジー・シティ     | 通算     | 通算                   | 89     | 0      | 2      | 0      | 0            | 0            | 6        | 0        | 97   | 0    |
| トッテナム・ホットスパー | 2014-15  | プレミアリーグ         | 4      | 0      | 3      | 0      | 5            | 0            | 2        | 0        | 14   | 0    |
| トッテナム・ホットスパー | 2015-16  | プレミアリーグ         | 1      | 0      | 3      | 0      | 1            | 0            | 1        | 0        | 6    | 0    |
| トッテナム・ホットスパー | 通算     | 通算                   | 5      | 0      | 6      | 0      | 6            | 0            | 3        | 0        | 20   | 0    |
| 総通算                   | 総通算   | 総通算                 | 265    | 0      | 13     | 0      | 6            | 0            | 18       | 0        | 302  | 0    |

## 代表歴

### 出場大会
- オランダ代表
  - 2010 FIFAワールドカップ
  - 2014 FIFAワールドカップ

### 試合数
- 国際Aマッチ 15試合 0得点（2008年-2014年）[24]

| オランダ代表 | 国際Aマッチ | 国際Aマッチ |
| 年           | 出場        | 得点        |
| ------------ | ----------- | ----------- |
| 2008         | 1           | 0           |
| 2009         | 2           | 0           |
| 2010         | 2           | 0           |
| 2011         | 4           | 0           |
| 2013         | 5           | 0           |
| 2014         | 1           | 0           |
| 通算         | 15          | 0           |

## タイトル

### クラブ
- FCユトレヒト

ディ・トマーソ・トロフィー : 2007
- スウォンジー・シティAFC

フットボールリーグカップ : 2013

### 代表
- U-21オランダ代表

UEFA U-21欧州選手権 : 2006